# Otto von Haugwitz
Otto von Haugwitz (geboren am 28. Februar 1767 in Pischkowitz; gestorben am 17. Februar 1842 in Johannisberg in Schlesien) war ein deutscher Übersetzer und Lyriker.

## Leben
Haugwitz stammte aus dem alten schlesischen Adelsgeschlecht der Haugwitz und war der letzte männliche Spross in dessen Pischkowitzer Linie. Er verlor schon früh beide Eltern und kam daher 1770 in das Josephinische Erziehungshaus in Breslau, wo er auch das katholische Matthias-Gymnasium besuchte. Nachdem er an der Breslauer Leopoldina den sogenannten „philosophischen Kursus“ absolviert hatte, studierte er ab 1785 Philosophie und Rechtswissenschaft an der Universität Halle und ab 1788 in Göttingen, Berlin und Wien.
In Wien lernte er den von ihm verehrten Rhetoriklehrer und Dichter Michael Denis, auch bekannt als Sined der Barde, persönlich kennen, der als väterlicher Freund schon den jungen Haugwitz bei seinen ersten poetischen Versuchen freundlich brieflich ermutigt und begleitet hatte.
Nach seiner Rückkehr nach Breslau schloss er sich an Christian Garve an, damals einer der bekanntesten Philosophen in Deutschland. 1802 erbte er von seinem Schwiegervater Anton von Schlegenberg das Gut Weißwasser. Haugwitz lebte in den folgenden Jahren vorwiegend auf seinem Gut Falkenau in Schlesien, zuletzt in Johannisberg, wo er 1842 mit 74 Jahren verstarb. Er war verheiratet mit Amalie geborene Reichsgräfin von Schlegenberg, die Ehe blieb kinderlos.
Anerkannt war er vor allem als Übersetzer.
1804 veröffentlichte er eine Sammlung von Übersetzungen lateinischer Epigramme (Blumen aus der lateinischen Anthologie), 1818 folgte eine erste Gesamtübersetzung der Satiren Juvenals im ursprünglichen Versmaß, die von der philologischen Kritik sehr wohlwollend aufgenommen wurde.
Seine eigenen lyrischen Arbeiten standen anfangs unter dem Einfluss von Denis.
1790 erschien eine Sammlung von Jugendgedichten, 1828 eine Sammlung von Epigrammen.
Weiteres erschien verstreut in Göttinger und Leipziger Musen-Almanachen und andernorts.
1834 starb Haugwitz' Frau, der er einen lyrischen Abschied widmete (Blumen auf ihr Grab).
1789 verfasste er eine Schrift, die sich gegen die Auftritte eines reisenden französischen Magnetiseurs namens Dufour in Schlesien richtete.

## Werke
- Gedichte. Breslau 1790, Digitalisat.
- Blumen aus der lateinischen Anthologie. Übersetzung. Breslau 1804, Digitalisat.
- Des Decimus Junius Juvenalis Satyren […] Übersetzung. Leipzig 1818, Digitalisat.
- Einhundert Epigramme. Breslau 1828.
- Blumen auf ihr Grab. Breslau 1834/1835.